# Pałac w Pęgowie
Pałac w Pęgowie – wybudowany w 1907 r. w Pęgowie.

## Położenie
Pałac położony jest we wsi w Polsce, w województwie dolnośląskim, w powiecie trzebnickim, w gminie Oborniki Śląskie.

## Historia
Pałac wybudowany w stylu neogotyckim przez mistrza budowlanego Vatera z Prusic dla ówczesnego właściciela majątku Caesara Sachsa. Jest to budowla murowana, założona na planie prostokąta z wewnętrznym świetlikiem i wieżą w narożniku południowo-zachodnim. Wieża posiada machikuły i taras widokowy. Pałac nakryty jest dachami dwuspadowymi z lukarnami i połaciami ograniczonymi schodkowymi szczytami ze sterczynami. We wnętrzach zachowała się część bogatego wystroju. Przed fasadą znajduje się dziedziniec, otoczony zabudowaniami folwarcznymi. Do pałacu przylega park krajobrazowy.